# Lycée Ameth Fall Football Club
Actualités
Dernière mise à jour : 22 mai 2025.
Le club du Lycée Ameth Fall est un club sénégalais féminin de football basé à Saint-Louis.

## Histoire
L'ASC Ameth Fall a été créé en 1999, il est affilié au lycée de jeunes filles Ameth Fall à Saint-Louis, d'où le nom. 
En 2012, le club finit finaliste d’un tournoi de football féminin, organisé en Allemagne.
En 2015, elles sont championnes pour la première fois, il renouvelle cette exploit en 2016.  
En 2025, elles sont championnes de D2 et promu en D1 féminine.

## Palmarès
- Championnat du Sénégal (2) :
  - Champion : 2015, 2016
  - Vice-champion : 2018.
- Coupe du Sénégal :
  - Finaliste : 2016[6]
- Division 2
  - Vainqueur : 2025